# Дикий кролик
Дикий кролик, или европейский кролик (лат. Oryctolagus cuniculus) — вид кролика родом из южной Европы. Единственный вид кроликов, который был одомашнен и дал всё современное разнообразие пород. В течение истории кролики были случайно или намеренно завезены во многие изолированные экосистемы, включая Австралию, в которых они нарушали баланс, что часто приводило к экологическому бедствию. Европейский кролик был одомашнен во времена римлян, и кролики до сих пор выращиваются как на мясо и на мех, так и в качестве домашних питомцев. Дикий кролик является важным охотничье-промысловым объектом, а также играет важнейшую роль в пищевой цепи.

## Внешний вид
Некрупный зверёк: длина тела 31—45 см, масса тела 1,3—2,5 кг. Длина ушей меньше длины головы, 6—7,2 см. Ступни опушены, когти длинные и прямые. Окраска верха тела обычно буровато-серая, иногда с рыжеватым оттенком. Кончик хвоста чёрный или серый. На спине заметна тёмно-бурая струйчатость, образованная концами остевых волос. На концах ушей различимы чёрные оторочки; на шее за ушами охристые пятна. Вдоль боков тела идёт тусклая светлая полоса, заканчивающаяся в области бедра широким пятном. Брюхо белого или светло-серого цвета. Хвост сверху буро-чёрный, снизу белый. Довольно часто (3—5 %) встречаются особи аберрантной окраски — чёрные, светло-серые, белые, пегие. Сезонной смены окраски практически нет. В кариотипе 44 хромосомы.
Линяют кролики 2 раза в год. Весенняя линька начинается с марта. Самки линяют быстро, примерно за 1,5 месяца; у самцов летний мех появляется медленней и следы линьки можно наблюдать до лета. Осенняя линька протекает в сентябре—ноябре.

## Распространение

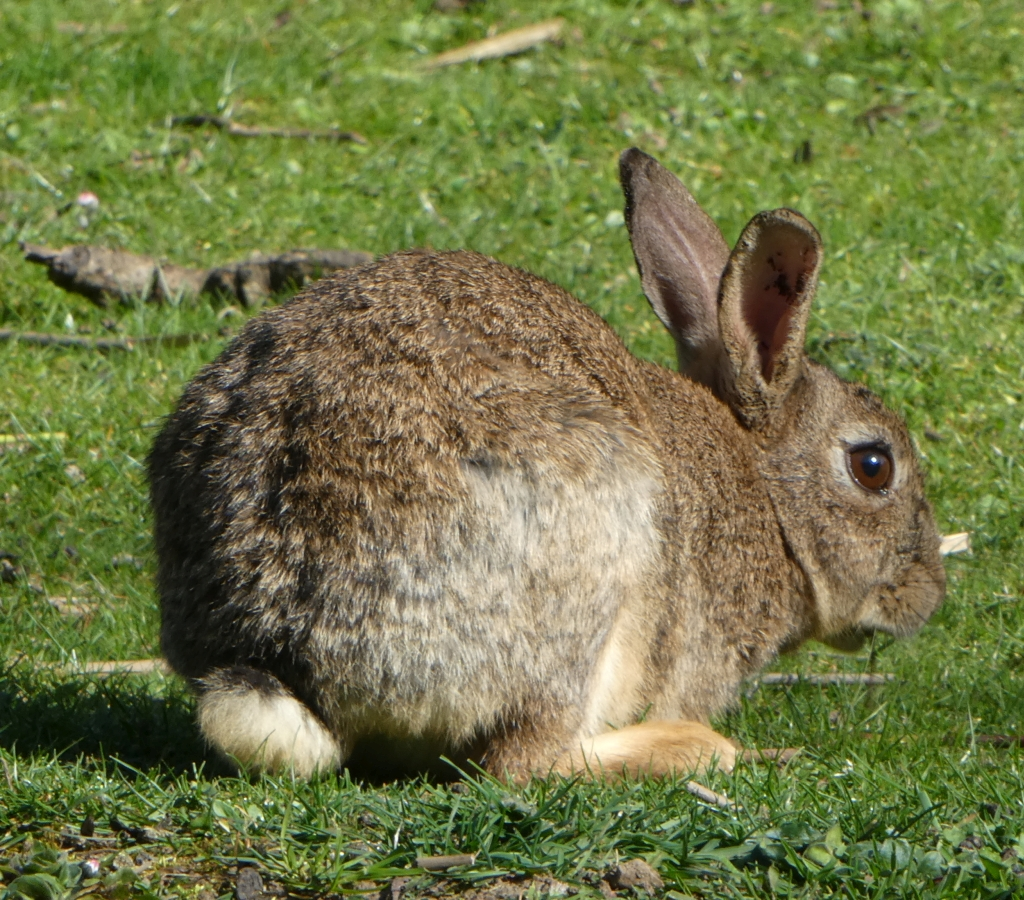
Дикий кролик, вид сзади

Изначально ареал кролика был ограничен Иберийским полуостровом и изолированными участками на юге Франции и в северо-западной Африке: именно здесь эти теплолюбивые зверьки сохранились после последнего крупного ледникового периода. Однако благодаря хозяйственной деятельности человека кролик расселился по всем континентам, кроме Азии и Антарктиды. Предполагают, что в район Средиземноморья кролики попали вместе с римлянами; норманны в XII в. завезли их в Англию и Ирландию. В Средние века кролик распространился почти по всей Европе.
Определяющим фактором для оптимальной жизнедеятельности вида является минимальное число дней со снеговым покровом в году (до 37), а также максимальное количество зим без устойчивого снежного покрова (в среднем не менее 79 %). В случае если число дней со снежным покровом превышает этот показатель популяция кроликов приобретает пульсирующий характер, т.е. в мягкие зимы в случае перенаселённости кролики из более южных регионов переходят в более северные, где вновь гибнут в более суровые зимы. Максимально возможным пороговым значением является 102 дня со снеговым покровом.
В настоящее время дикие кролики обитают в большинстве областей Западной и Центральной Европы, в Скандинавии, на юге Украины, в Северной Африке; акклиматизированы в Южной Африке. На островах Средиземного моря, Тихого и Атлантического океанов (в частности на Азорских, Канарских о-вах, о. Мадейра, Гавайских о-вах) кроликов выпускали специально, чтобы они плодились и служили источником пищи для экипажей проходящих кораблей. Общее число островов, где были интродуцированы кролики, достигает 500; так, они в одичалом состоянии живут на ряде островов Каспийского моря (Жилой, Нарген, Булло и др.), куда их завезли в XIX веке. В середине XVIII в. кролики были завезены в Чили, откуда они уже самостоятельно перебрались на территорию Аргентины. В Австралию попали в 1859 году и несколькими годами позже — в Новую Зеландию. В 1950-х гг. кролики с островов Сан-Хуан (штат Вашингтон) были выпущены на востоке США.
В XXI веке нашествию кроликов подверглись даже северные территории, такие как Хельсинки, Финляндия, В 2020 году в центре Хельсинки насчитывается не менее десяти тысяч кроликов. Причиной такой численности стал Голливуд. Финские дети, насмотревшись фильмов типа «Спасите Вилли», начали переносить экранную действительность в жизнь. Клетки домашних и школьных живых уголков стали распахиваться, открывая для их обитателей путь к свободе. Невольно поспособствовали и городские озеленители. Обычно садовники предохраняют корни деревьев и цветов, покрывая землю вокруг растений специальной защитной пленкой, на которую насыпают сосновую кору. Кролики обнаружили, что этот слой представляет собой прекрасную теплую крышу для устройства под ней зимовий, в которых они благополучно переживают суровые финские холода.

### В постсоветском пространстве
На территорию Российской империи кролик был завезён новороссийскими помещиками из Австро-Венгрии в  XIX в. и выпущен в районе западного Причерноморья: между реками Днепр и Днестр, под Одессой, Николаевым, Херсоном. Долгое время здесь проходила северо-западная граница ареала кролика в Европе. До 1950-х гг. он обитал лишь на юго-востоке УССР. Колыбелью местной кроличьей популяции стала Веревочная балка под Херсоном. По данным Кузнецова, в  1927—1928 гг. в Одесском округе было официально сдано 3 755 диких кроличьих шкурок. Местный ареал диких кроликов в целом носил лишь очаговый характер: в течение целого столетия в этом регионе не наблюдалось ни бесконтрольного расселения, ни бурного роста численности кроликов. Тем не менее, кролик стал 
промысловым подспорьем для местного населения, особенно в голодные постреволюционные годы. Тогда здесь сильно размножились лисы, да и усиленная охота населения вынудила власти издать запрет на добычу кролика в 1929 году. Популяцию кролика на юге России хорошо регулируют его естественные враги — совы, лисы, шакалы, ласки, хорьки, куницы, волки, вороны.
Затем власти Советского союза разработали крупномасштабную программу расселения кролика по всем пригодным территориям СССР с целью диверсификации охотничье-промыслового набора видов в регионах. Параллельно с диким кроликов во многих местах расселялся и енот-полоскун. Первыми к работе подключились одесские охотничьи хозяйства. В 1949 г. в Одесской области было произведено первое расселение 14-и  диких кроликов. В 1961—1973 гг. по 13 областях Украины было расселено ещё 3,7 тыс. особей. В 1960-е — 80-е гг. кроликов неоднократно выпускали на территории России и союзных республик (Молдавии, Литвы, Узбекистана). В России в настоящее время обитает на Северном Кавказе и в Приазовье (Ростовская область, Краснодарский и Ставропольский края). Кролик был удобным для заселения низкопродуктивных земель какими были солончаки, лиманные обрывы, берега водохранилищ, в овраги, балки, поросшие сорным кустарниками холмы, разного рода отвалы и карьеры, а также прочие рудеральные территории. Наиболее успешно кролики укоренились в 4 районах Краснодарского края (Тимашевском, Калининском, Приморском, Темрюкском),а также в Кировском районе Ставропольского края. Здесь их популяция превысила 4 тыс. голов уже в 1982 году. Абинский, Анапский, Крымский, Новокубанский, Отрадненский, Кавказский и Кореновский районах также, по-видимому, подходят для их очагового обитания. В отличие от домашнего скота кролики могут питаться сорными малопригодными травами.
В 1972 году у г. Евпатория, на скудном приморском солончаке, где росла одна лишь гармала, было выпущено 30 зверьков. Через 8 лет здесь образовалась колония размером 3,0—3,5 тыс. особей при уровне добычи до 1 000 тушек в год. Со временем дикие кролики расселились по всему Крыму. К примеру, в 2015 году их норы регистрировались на территории санатория «Дюльбер» на ЮБК. В 1973 г. диких кроликов на своей территории выпустило Нижнекундрюченское сельское поселение в Ростовской области. С 1978 по 1982 год Северо-Кавказское отделение ВНИИОЗ, а также местные охотничьи сообщества выпустили 1 350 зверьков в 20 точках Краснодарского края и в двух Ставропольского, а также на территории Кабардино-Балкарской АССР. Кролик прижился на бросовых землях у оз. Айдаркуль в Узбекистане. Повсеместно дикие зверьки смешиваются со сбежавшими домашними кроликами.

## Образ жизни

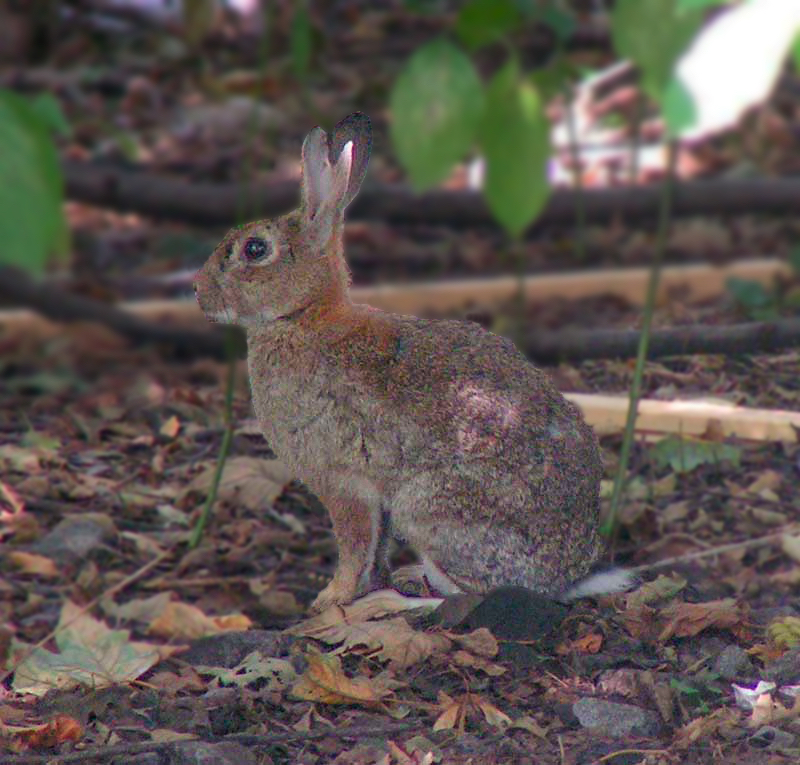
Европейские кролики предпочитают места с пересечённым рельефом и поросшие кустарником

Дикие кролики селятся преимущественно по участкам с кустарниковой растительностью и пересечённым рельефом — по балкам, оврагам, обрывистым берегам морей и лиманов, заброшенным карьерам. Реже встречаются в лесополосах, садах, парках и совсем редко на пахотных полях, где современные методы обработки земли разрушают его норы. Не избегают соседства человека, селясь на окраинах населённых пунктов, на свалках и пустырях. В горы не поднимаются выше 600 м над уровнем моря. По льду замерзших рек не передвигаются даже в случае голода. Важное значение для кроликов имеет характер грунта, пригодный для рытья; они предпочитают селиться на лёгких песчаных или супесчаных почвах и избегают плотных глинистых или каменистых участков. Когтями роют себе норы.
На суточную активность кролика сильно влияет уровень беспокойства. Там, где кроликов не беспокоят, они активны в основном днём; при преследовании и в антропогенных биотопах переходят на ночной образ жизни. В ночное время активны с 23 ч. до восхода солнца, зимой — с полуночи до рассвета.

### Среда обитания

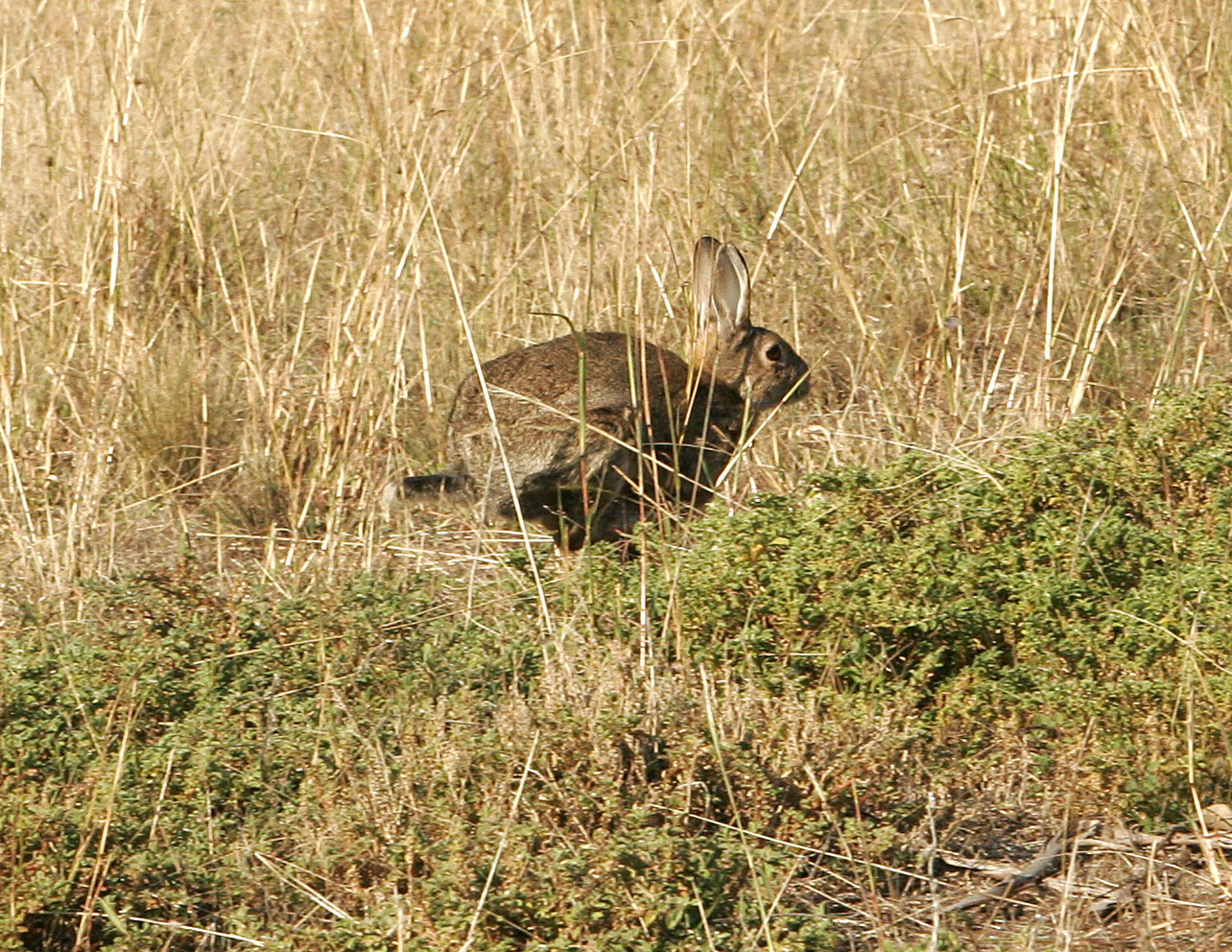
Бегущий дикий кролик

Дикие кролики оседлы, занимая участки площадью 0,5—20 га. Территорию метят пахучим секретом кожных желез (паховых, анальной, подбородочной). Кролик является коллективным животным. В отличие от зайцев кролики роют глубокие сложные норы, в которых проводят значительную часть жизни. Норы делятся на семейные и выводковые. В семейных норах живут взрослые особи (до 70)  и они имеют несколько входов-выходов. Выводковые норы самки устраивают на некотором расстоянии от семейных: они меньше и имеют как правило один вход-выход, который самка после кормления присыпает землёй, притаптывая её.
Некоторые норы используются кроликами на протяжении многих поколений, превращаясь в настоящие лабиринты, занимающие площадь до 1 га. Для рытья кролики выбирают возвышенные участки. Порой устраивает норы в трещинах скал, на старых каменоломнях, под фундаментами строений.
Выделяют два типа семейных нор:
- простые, с 1—3 выходами и гнездовой камерой на глубине 30—60 см; их, вероятно, занимают молодые и холостые особи.
- сложные, с 4—8 выходами, длиной до 45 м и глубиной до 2—3 м для доминантных самца и самки.

Входное отверстие в нору широкое, диаметром до 22 см; на расстоянии 85 см от входа ход сужается до 15 см в диаметре. Жилые помещения имеют высоту 30—60 см. Входы в основные тоннели опознаются по кучам земли, мелкие ходы на выходе земляных куч не имеют. От нор кролики обычно далеко не отходят и питаются на смежных участках, при малейшей опасности скрываясь в норе. Обжитые норы кролики покидают только при их разрушении или сильной деградации растительности вокруг норы. Бегают кролики не очень быстро, не развивая скорость выше 20—25 км/ч, но очень вёртко, так что поймать взрослого кролика трудно.
На Северном Кавказе при наличии густых зарослей кролики прячутся в них и нор не роют. Некоторые самки также приносят потомство как зайцы — в лунках.
Кролики живут семейными группами 8—10 взрослых особей. Группы обладают довольно сложной иерархической структурой. Доминантный самец занимает главную нору; вместе с ним живёт доминантная самка и её потомство. Подчинённые самки живут и выращивают потомство в отдельных норах. Доминантный самец имеет преимущество во время сезона размножения. Большинство кроликов полигамны, но некоторые самцы моногамны и держатся на участке одной определённой самки. Самцы совместно обороняют колонию от чужаков. Между членами колонии существует взаимовыручка; они оповещают друг друга об опасности, стуча по земле задними лапами.

## Питание
При кормлении кролики не удаляются более чем на 100 м от нор. В связи с этим их рацион не отличается избирательностью, и состав кормов определяется их доступностью. Зимой и летом питание различается. Летом поедают зелёные части травянистых растений; на полях и на огородах питаются салатом, капустой, различными корнеплодами и зерновыми культурами. Зимой помимо сухой травы часто выкапывают подземные части растений. Заметную роль в зимнем питании играют побеги и кора деревьев и кустарников. «Окольцовывают» стволы вишень и акаций, в случае голода грызут кору грецких орехов, пытаются залезть на деревья и кустарники на высоту до 1,5 м. В ситуации дефицита корма поедают и собственные фекалии (копрофагия).

## Размножение

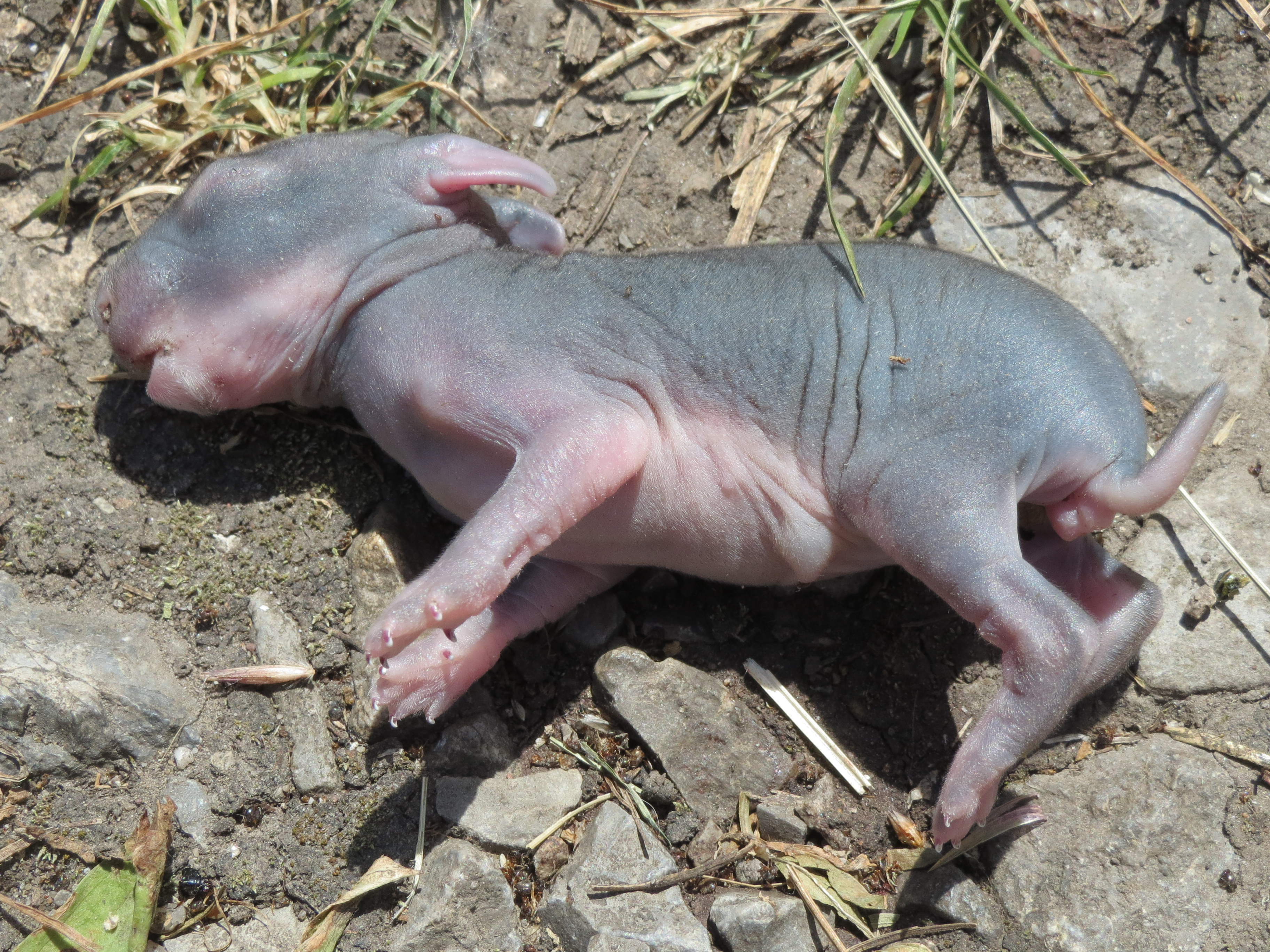
Мёртвый новорождённый крольчонок

Кролики очень плодовиты. Сезон размножения охватывает большую часть года. В течение года крольчихи могут принести потомство в некоторых случаях до 2—4 раз. Так, в Южной Европе крольчиха с марта по октябрь приносит 3—5 пометов из 5—6 крольчат. В северных частях ареала размножение продолжается по июнь-июль. Вне сезона беременные самки редки. Популяции, интродуцированные в Южном полушарии, при благоприятных условиях размножаются круглый год. В Австралии бывает перерыв в размножении в середине лета, когда выгорает трава.
Беременность длится 28—33 дней. Количество крольчат в помёте 2—12, в диких условиях обычно 4—7, на промышленных фермах 8—10. Характерен послеродовой эструс, когда самки уже через несколько часов после родов снова готовы к спариванию. Средний прирост популяции за сезон — 20—30 крольчат на одну котную самку. В северных популяциях с менее благоприятными климатическими условиями на самку приходится не более 20 крольчат; в Южном полушарии — до 40 крольчат. Количество детёнышей в помёте зависит также от возраста самки: у самок моложе 10 месяцев среднее число крольчат равно 4,2; у взрослых — 5,1; с возраста 3 лет плодовитость заметно снижается. До 60 % беременностей не вынашиваются до родов, а эмбрионы самопроизвольно рассасываются.
Перед родами крольчиха устраивает внутри норы гнездо, вычесывая для него подпушь из меха на животе. Крольчата в отличие от зайчат рождаются голыми, слепыми и совершенно беспомощными; при рождении весят 40—50 г. Глаза у них открываются после 10 дня; на 25 день уже начинают вести самостоятельный образ жизни, хотя самка продолжает кормить их молоком до 4 недель жизни. Половой зрелости достигают в возрасте 5—6 месяцев, так что крольчата ранних помётов в конце лета уже могут размножаться. Однако в диких популяциях молодые кролики редко вступают в размножение на первом году жизни. В неволе молодые крольчихи могут приносить потомство уже в возрасте 3 месяцев. Несмотря на высокую скорость размножения, из-за смертности молодняка в диких условиях прибыль популяции составляет всего 10—11,5 крольчат на одну самку. В первые 3 недели жизни гибнет около 40 % молодняка; в первый год — до 90 %. Особенно высока смертность от кокцидиоза и в дождливое время, когда вода заливает норы. Лишь немногие кролики доживают до возраста 3 лет. Максимальная продолжительность жизни — 12—15 лет.

## Численность и значение для человека
Численность популяций диких кроликов подвержена значительным изменениям, в ряде случаев может достигать аномально высокого уровня. При массовом размножении они приносят вред лесному и сельскому хозяйству.
Являются объектом промысла ради меха и мяса. Кролик был одомашнен более 1000 лет назад. Вопросами разведения кроликов в промышленных целях занимается отрасль животноводства — кролиководство. Считается, что разведение кроликов впервые было организовано во французских монастырях в 600—1000 гг. н. э., по другим данным, кроликов впервые стали одомашнивать ориентировочно в 2500-1800 гг. до н. э., окончательно одомашнили завоевавшие Иберийский полуостров древние римляне, ещё во II веке до н. э. кролики содержались в специальных питомниках. В настоящее время кролиководство является важной отраслью мирового хозяйства; выведено порядка 66 пород, главным образом мясного и мехового направления. Есть пуховые и декоративные породы, например, ангорский кролик, у которого пух составляет примерно 90 % всей шерсти. Одомашненные кролики отличаются от диких окрасом, длиной меха и весом — они способны набирать до 10 кг. Кролики широко используются в качестве лабораторных животных, на которых тестируют новые лекарственные препараты, продукты питания; используются для опытов в генетике. Кролики также могут содержаться в качестве домашних животных.

### Кролики как вредители
В некоторых областях кролики в отсутствие естественных хищников приносят большой вред, выедая растительность, повреждая посевы и портя угодья своими норами. Так, на некоторых островах Тихого океана кролики съели растительность, что вызвало эрозию почвы и разрушение прибрежной зоны, где гнездились морские птицы.
Однако наибольший ущерб вызвало распространение кроликов в Австралии, куда они были завезены в XVIII веке. В 1859 году поселенец Том Остин, живший в штате Виктория, выпустил на волю 24 кролика, они расплодились, и к 1900 году их численность в Австралии уже оценивалось в 20 млн голов. Кролики поедают траву, составляя пищевую конкуренцию овцам и крупному рогатому скоту. Ещё больший ущерб они наносят аборигенной фауне и флоре Австралии, поедая реликтовую растительность и вытесняя местные виды, которые не выдерживают конкуренции с быстро плодящимися кроликами. В качестве мер борьбы с кроликами используется отстрел, отравленные приманки; кроме того, в Австралию были завезены европейские хищники — лисица, хорёк, горностай, ласка. Местами в Австралии устанавливаются сетчатые загородки с целью предотвратить заселение кроликами новых районов. Наиболее удачным способом борьбы с этими вредителями оказалась «бактериологическая война» 1950-х гг., когда кроликов попробовали заражать острой вирусной болезнью — миксоматозом, эндемичной для Южной Америки. Первоначальный эффект был очень большим, во многих областях Австралии вымерло до 90 % всех кроликов. У выживших особей выработался иммунитет. Проблема кроликов до сих пор остро стоит в Австралии и Новой Зеландии.